# Nedec vára
Nedec vára, avagy a Dunajec vára (lengyelül: Zamek w Niedzicy, illetve Zamek Dunajec, latinul castrum de Dunajec-ként említik) 1918-ig a történelmi Magyarország legészakibb vára volt Szepes vármegyében, ma Lengyelország területéhez tartozik. 2014. január 1-je előtt a lengyel település, Nedec külterületének számított, majd ekkortól vált Niedzica-Zamek (Nedecvár) néven az egykori lengyel-magyar határvár és annak környéke önálló településsé.

## A vár

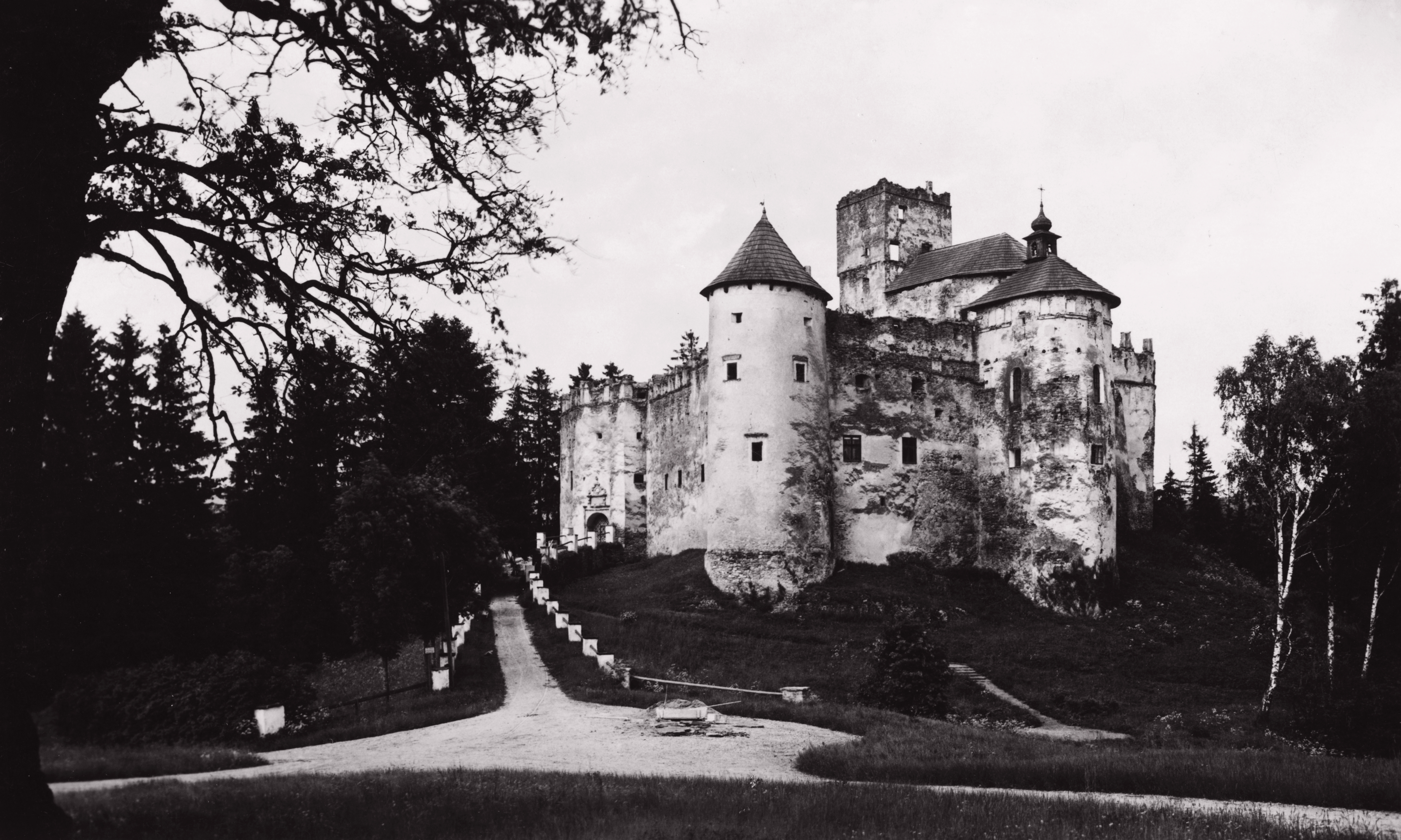
Nedec vára 1930-ban

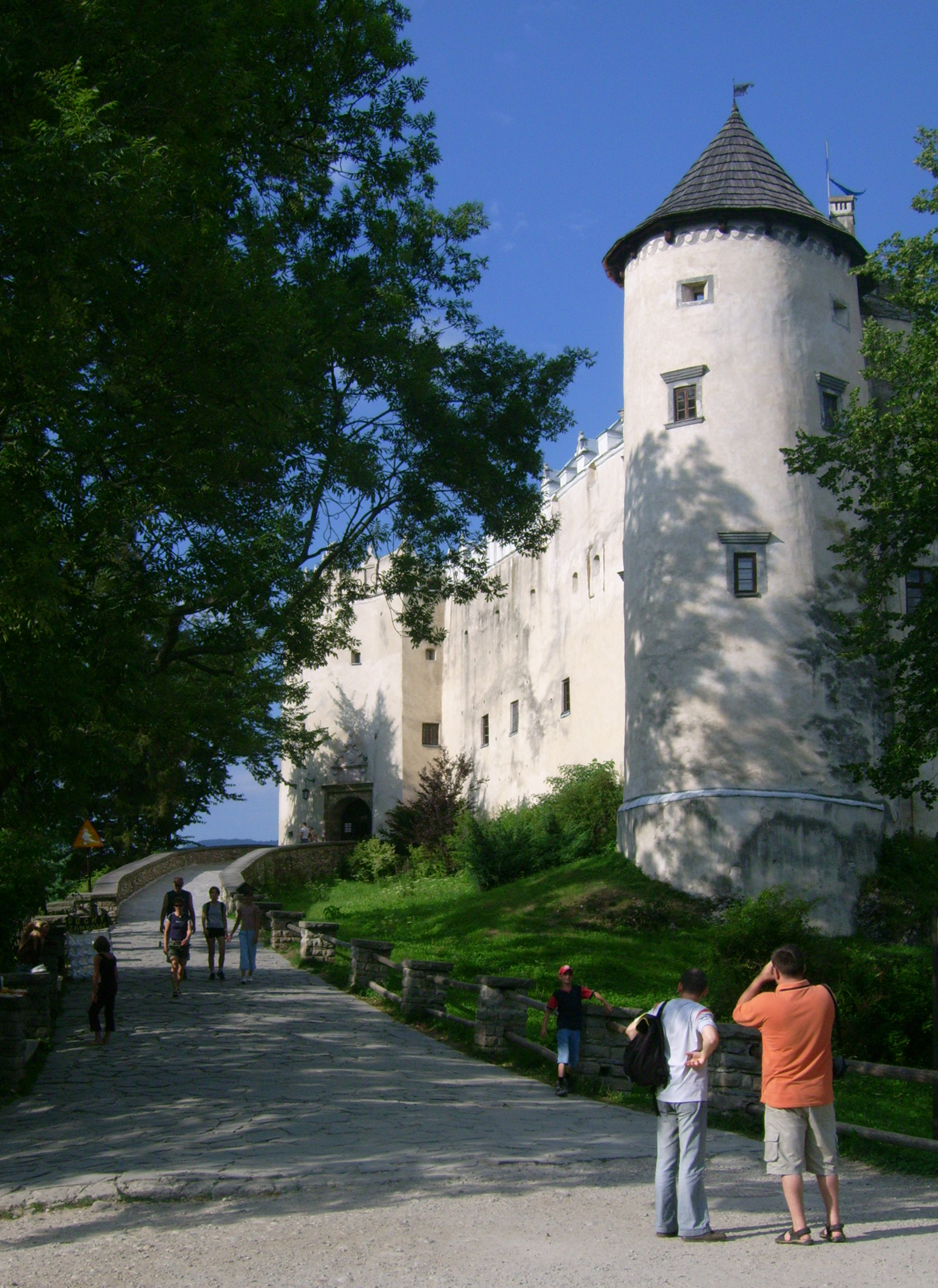
Bejárat a várba

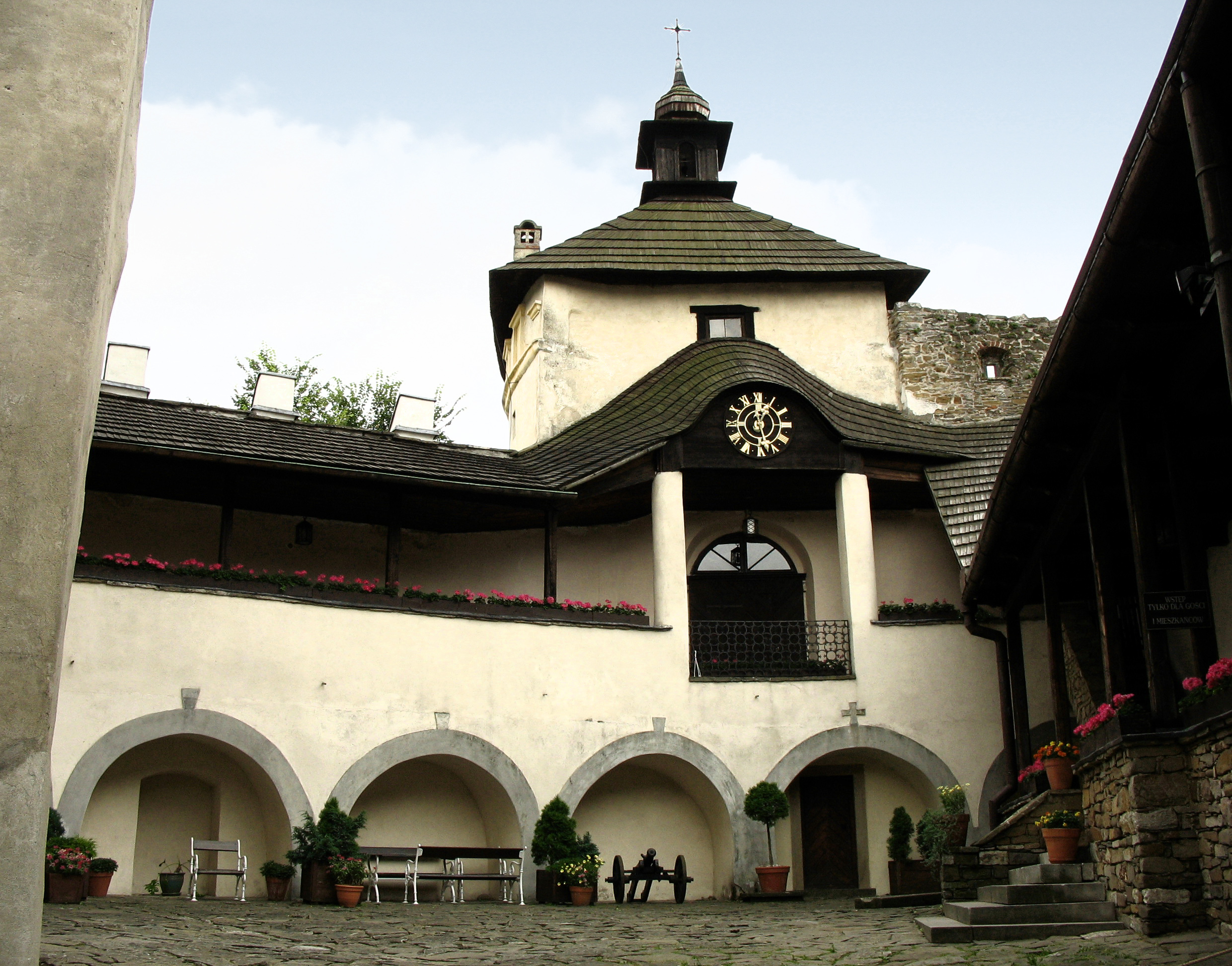
A reneszánsz belső udvara

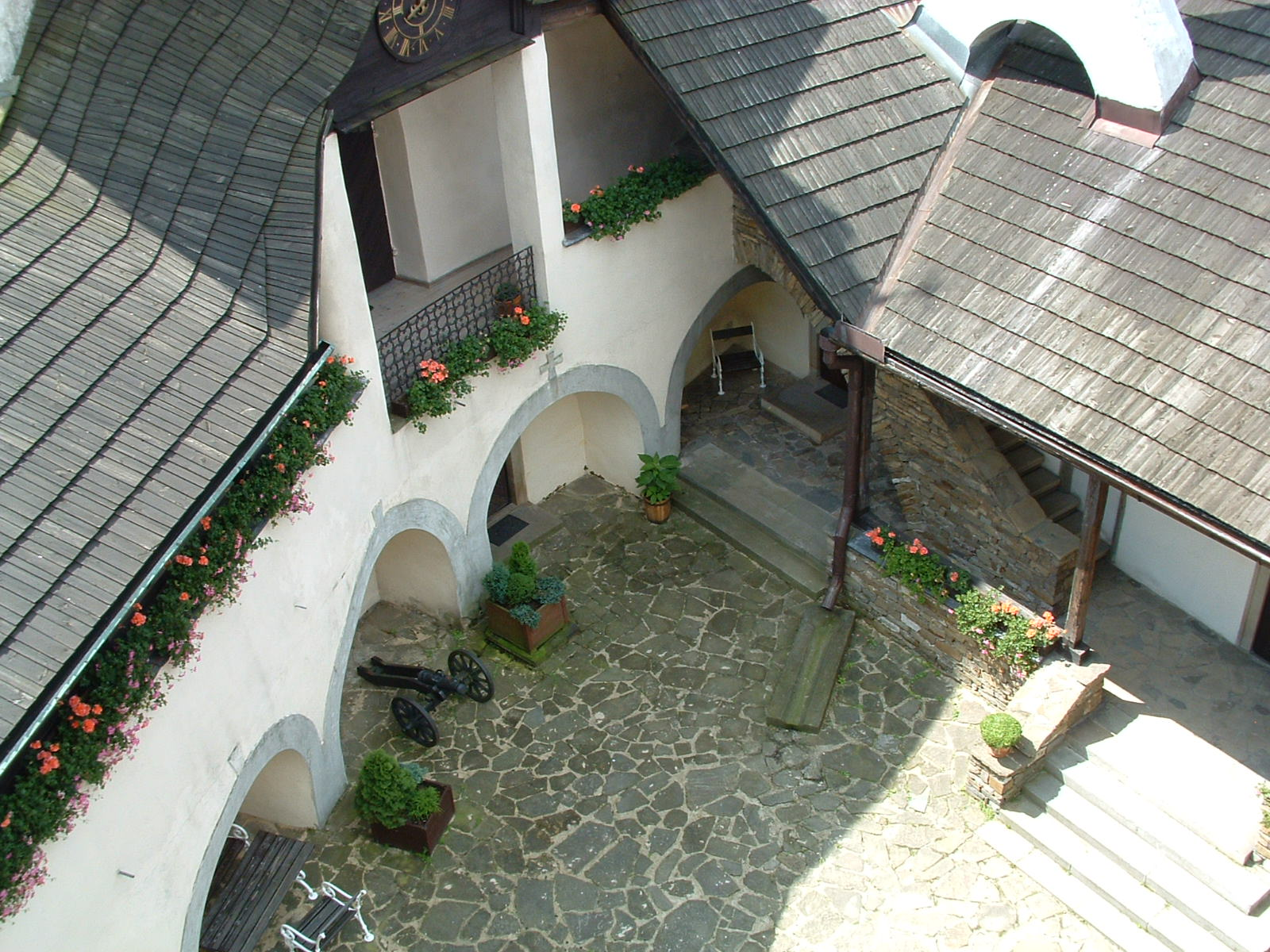
A belső udvar a felsővárból nézve

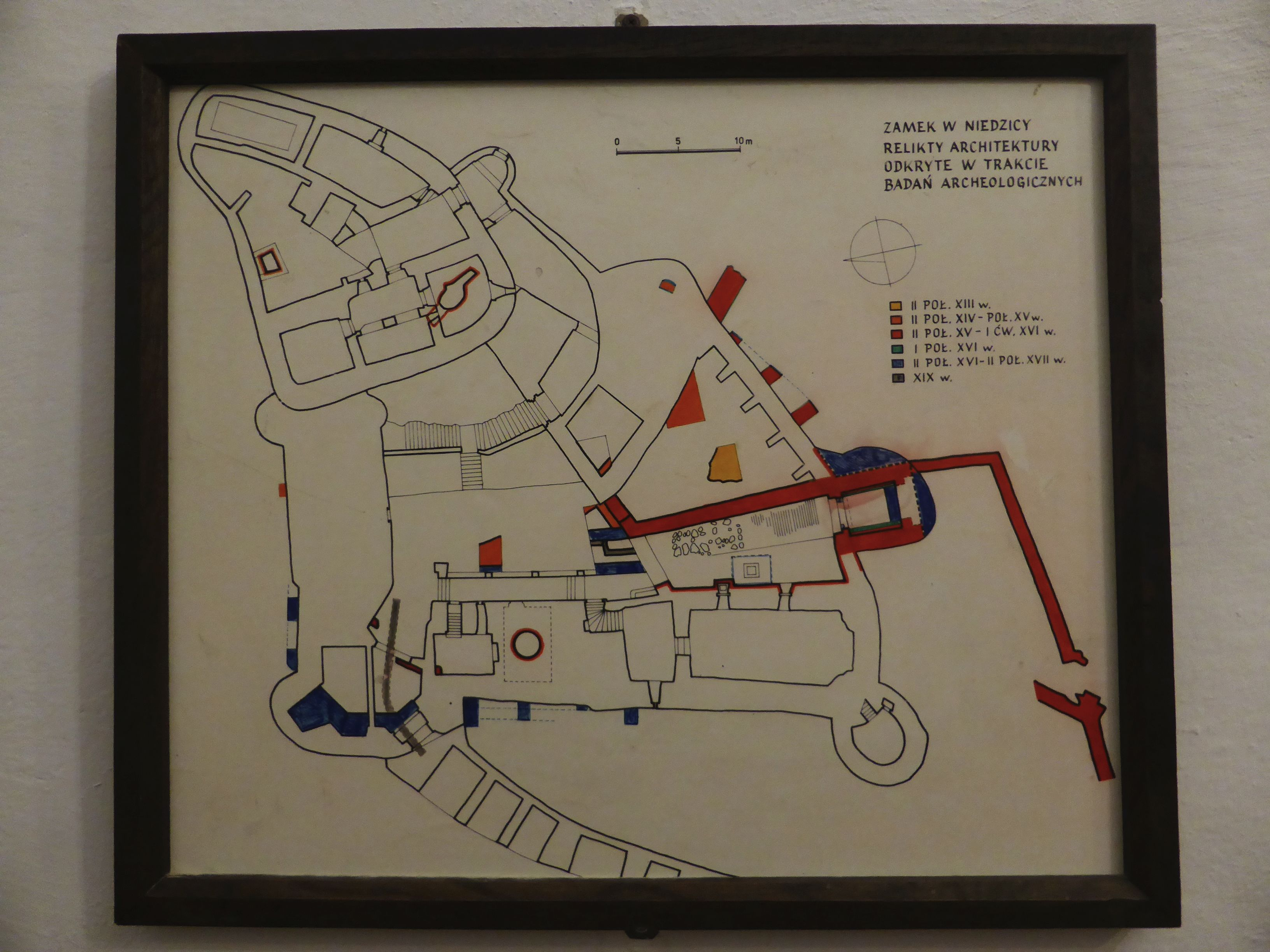
A vár alaprajza

A vár a történelmi Szepes vármegye Galíciával határos szélén, a két országot elválasztó Dunajec folyó fölé nyúló sziklás hegyormon épült. Nedec vára más arcát mutatja a folyó felé, innen nézve sasfészeknek látszik, ill. az ellenkező oldal felé, ahonnan síkföldi várnak tűnik. A várból jól látható a szemközti dombon, a folyó túlsó felén álló másik vár, ill. várrom, Csorsztin (Czorsztyn) vára, mely az egykori lengyel határvár volt, emellett Nedec várából gyönyörű kilátás nyílik a Pienini hegységre is. A folyó túloldalán a vár utolsó magyar tulajdonosának, a Salamon családnak máig megbújó kis temetője van a meredek hegyoldalban.
Nedec vára a magyar várakra jellemző, csipkézett szegélyű, ívelt vonalú külső részeivel és a két saroktoronnyal, ill. csúcsíves kápolnájával messziről is pazar látvány.  Belső épülettömbje magán viseli a gótikus jelleget és a reneszánsz jegyeit. A vár három részre tagolható: felső-, közép- és alsóvárra. A bejárati kapu mögött az alsóvár reneszánsz udvara található, a vendégszobák is a várnak ezen a részén, egy háromemeletes palotában vannak, innen falépcső vezet a kilátóra. Egy következő kapun keresztül nyílik a felsővár bejárata, ez számít a vár legkorábbi magjának, itt alakították ki a kápolnát, melyben gótikus freskók nyomai látszanak, itt vannak a várbörtönök, amelyek egyben pinceként is szolgáltak (itt volt az ún. kínzókamra). A felsővár udvarának szélén tömör mészkősziklába vésett, 60 m mély ciszterna található. Változatos látványt nyújtanak a felsővár őr- és lakótornyai is, a felsővár úri lakrészeiben többek közt vadászterem is van.
A kastélyban kialakított bálteremben számos nagyszabású bált rendeztek egykor, ami országszerte híressé tette. Jelenleg a hangulatos várudvaron tavasztól őszig esténként előadásokat, hangversenyeket tartanak. A falépcsős várbelső vármúzeumként, valamint eredeti bútorokkal berendezett szállodaként és étteremként működik. Szlovákia felől is könnyen megközelíthető, mivel Nedecnél szlovák - lengyel határátkelő van.

## Története
A valamikori határvárat eredetileg 1310 körül a Berzeviczyek építették, más források szerint a felsővárat a 14. század elején, 1325 körül kezdte el építtetni  Károly Róbert király bizalmas itáliai embere, Drugeth Vilmos nádor, aki Szepes vármegye ispánja is volt.
1412-ben itt adták át II. Ulászló lengyel király követei azt a pénzt, amelyért a 16 szepesi várost adták zálogba. A zálog kiváltására csak 1772-ben került sor. 1463 és 1470 között részben átalakították, illetve kibővítették Nedec várát, ekkor épült a lakótorony és a jelenlegi alsóvár fala.
1470-ben Szapolyai Imre erőszakkal visszafoglalta a várat. A Szapolyai-érában készült el az alsóvár. 1528-ban a trónra törekvő Szapolyai János lemondott az egész vármegyéről, Nedec várát is a trónharcban fontos diplomáciai szerepet vállalt lengyel főnemesnek, Hieronym Łaskinak adományozta.
A vár 60 évig a Łaski család: Hieronym, majd fia, Olbracht birtokában volt. A pazar életstílusáról ismert Olbracht Łaski először elzálogosította, majd a 16. század végén szerezte meg tőlük a Palocsay-Horváth család, a vár reneszánsz stílusú átépítése, kényelmes lakhellyé történő berendezése az ő érdemük. Ekkor építtették meg a közép-, és újíttatták fel az alsóvárat, a munkálatok 1601-ben fejeződtek be, melyet a kapu felett kőtábla is hirdet, nagyrészt ebben a formában maradt fenn a mai napig.
1683-ban a Thököly Imre vezette kurucok elfoglalták a várat, azonban a következő évben már fel is adták a császári seregek számára.
A 19. század közepe táján tűzvész pusztított a várban, majd 1861-ben a várurak – a Salamon család, a vár utolsó dinasztiája – felújíttatták.
A vár egészen 1945-ig magyar tulajdonban volt, bár a trianoni békeszerződés értelmében Lengyelországhoz került a terület, Nedec vára azonban 1945-ig a Salamon család tulajdonát képezte, a család tagjai a második világháború kitöréséig itt is laktak. Az utolsó várúrnő, Bethlen Salamon Ilona, 1964-ben halt meg Budapesten.
A várat 1945-ben államosították.  1948 óta folynak itt helyreállítási és részleges rekonstrukciós munkálatok. A helyiségek egy részében a Művészettörténészek Egyesülete működött, míg más helyiségek a nagyközönség számára nyitottak voltak. 1960-ban a Lengyel Tudományos Akadémia Geofizikai Tanszékének szeizmológiai állomását alakították ki a toronyban. 1963 óta működik a várbelsőben vármúzeum.

## Legendák a vár körül
A festői környezetben fekvő nedeci várhoz számos legenda kapcsolódik:

### Inka kincsek
1946. július 31-én Andrzej Benesz régész a helyi hatóságok jelenlétében megbontotta a felsővár bejáratának küszöbét, s alatta egy 15 cm hosszú, 3,5 cm széles, leforrasztott-elkalapált végű ólomcsövet talált, a csőben pedig csomózott penészes bőrszíjakat (kiput), és néhány aranyrögöt, a csomóírást azonban nem tudta megfejteni, a végrendelet írott részét pedig – ha volt ilyen – nem találta meg. A három aranyrögön a Dunajecz, Vigo, Titicaca felirat volt olvasható. Ebből sokan azt a következtetést vonták le, hogy a kincs három részletben, a megnevezett helyszíneken van valamilyen módon elrejtve, azonban a pontos helyét eddig senki sem tudta meghatározni.

### A kívánságteljesítő furat
A várban raboskodott többek közt Juraj Jánošík szlovák felkelővezér is, a tömlöc sziklafalában ma is látható az a furat, ahová az ő rabláncát rögzítették. A legenda szerint, aki ebbe a lyukba bedugja az egymásra keresztezett mutató- és középsőujját, annak teljesül a kívánsága.

### A kút és a megbocsátás
A tömlöcből kilépve egy kis udvarra érünk, ahol egy 60,5 m mély kút található. A legenda szerint aki ide bekiált bocsánatot kérve, az bocsánatot nyer.

## Érdekesség
Mikszáth Kálmán Beszterce ostroma c. regényének kitalált, hóbortos főhőse, Pongrácz István a műben Nedecvár ura volt.

## Képgaléria

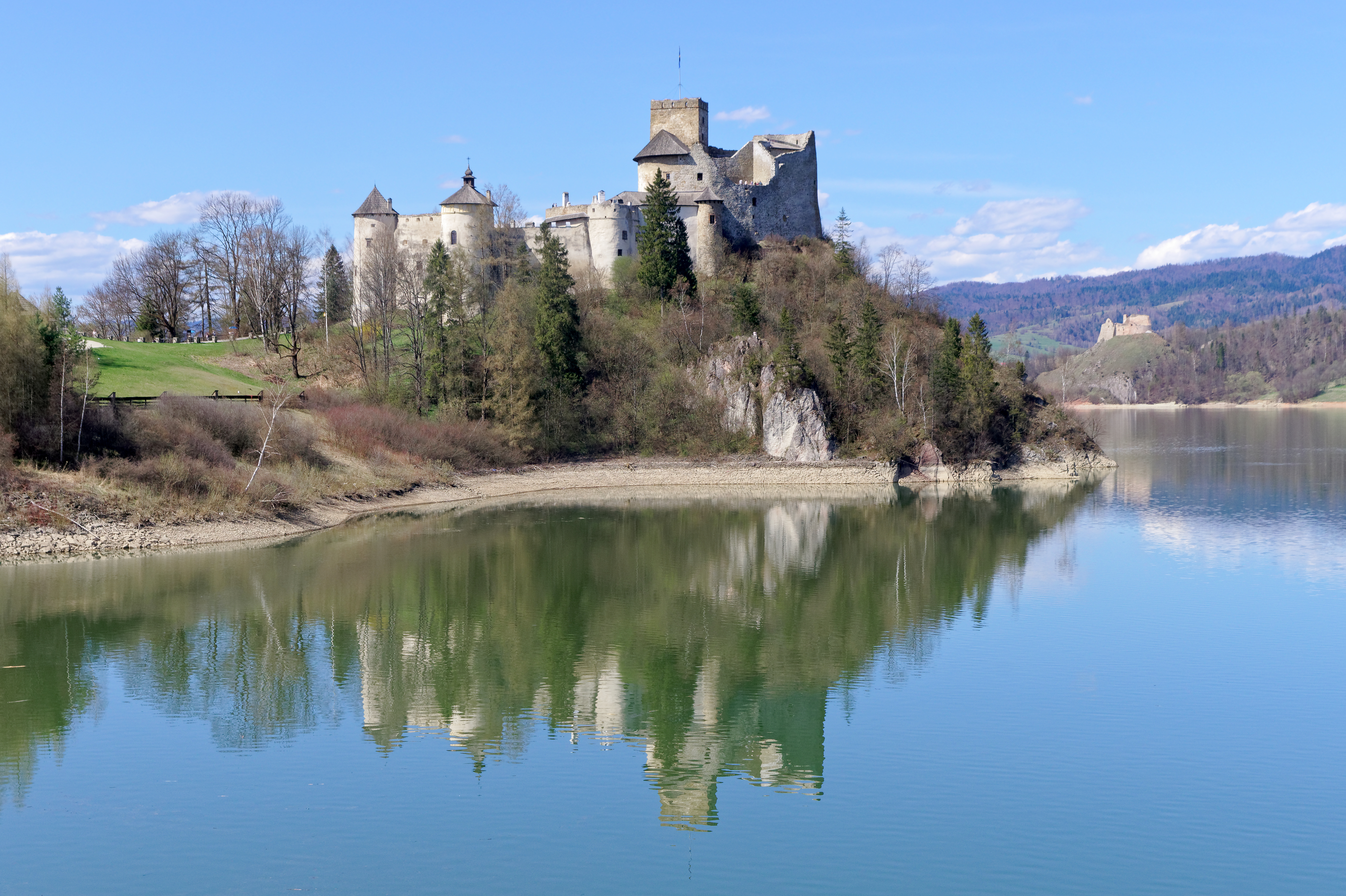
Nedec vára balra, háttérben a Csorsztin vár romjai jobb szélen
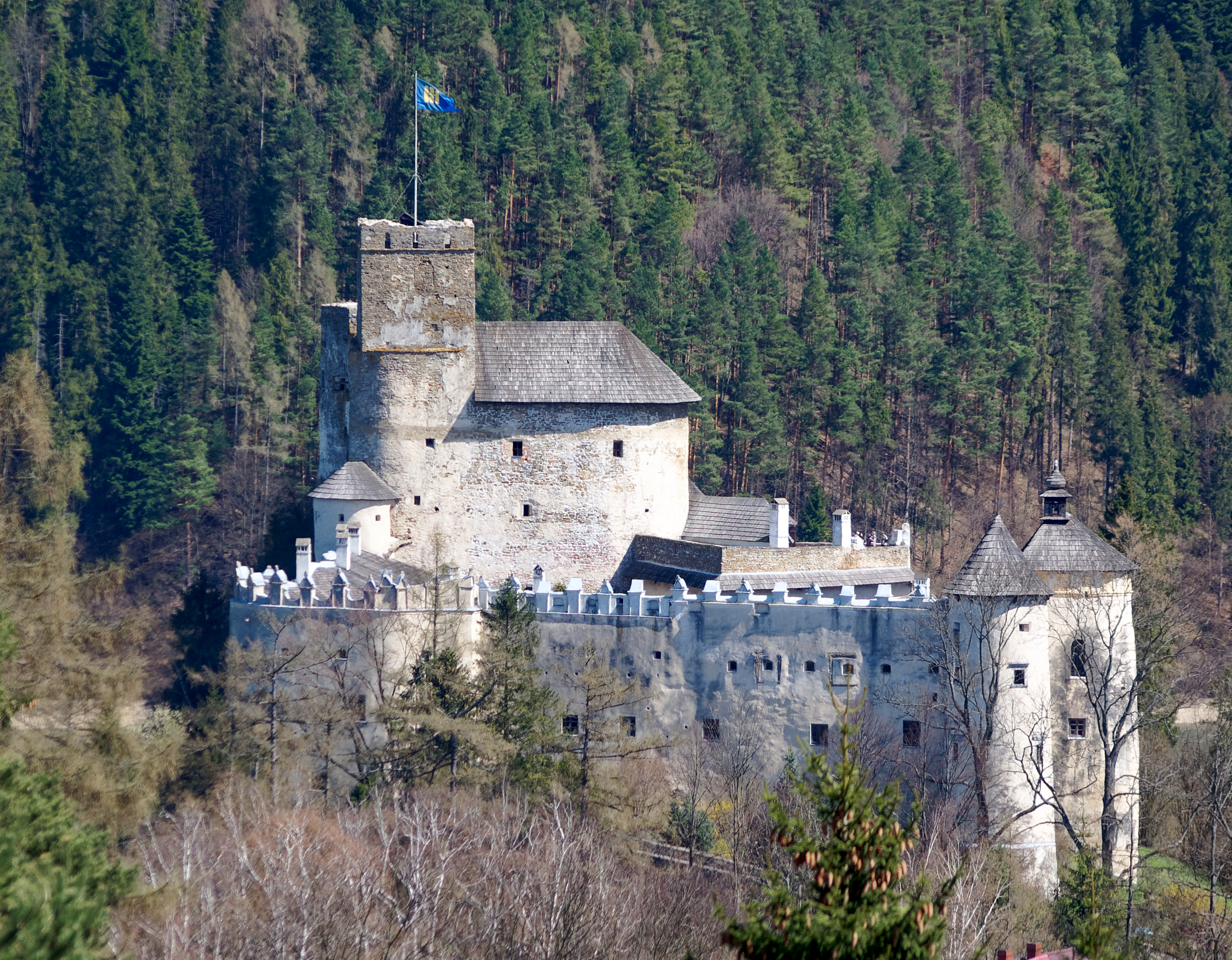
A vár madártávlatból
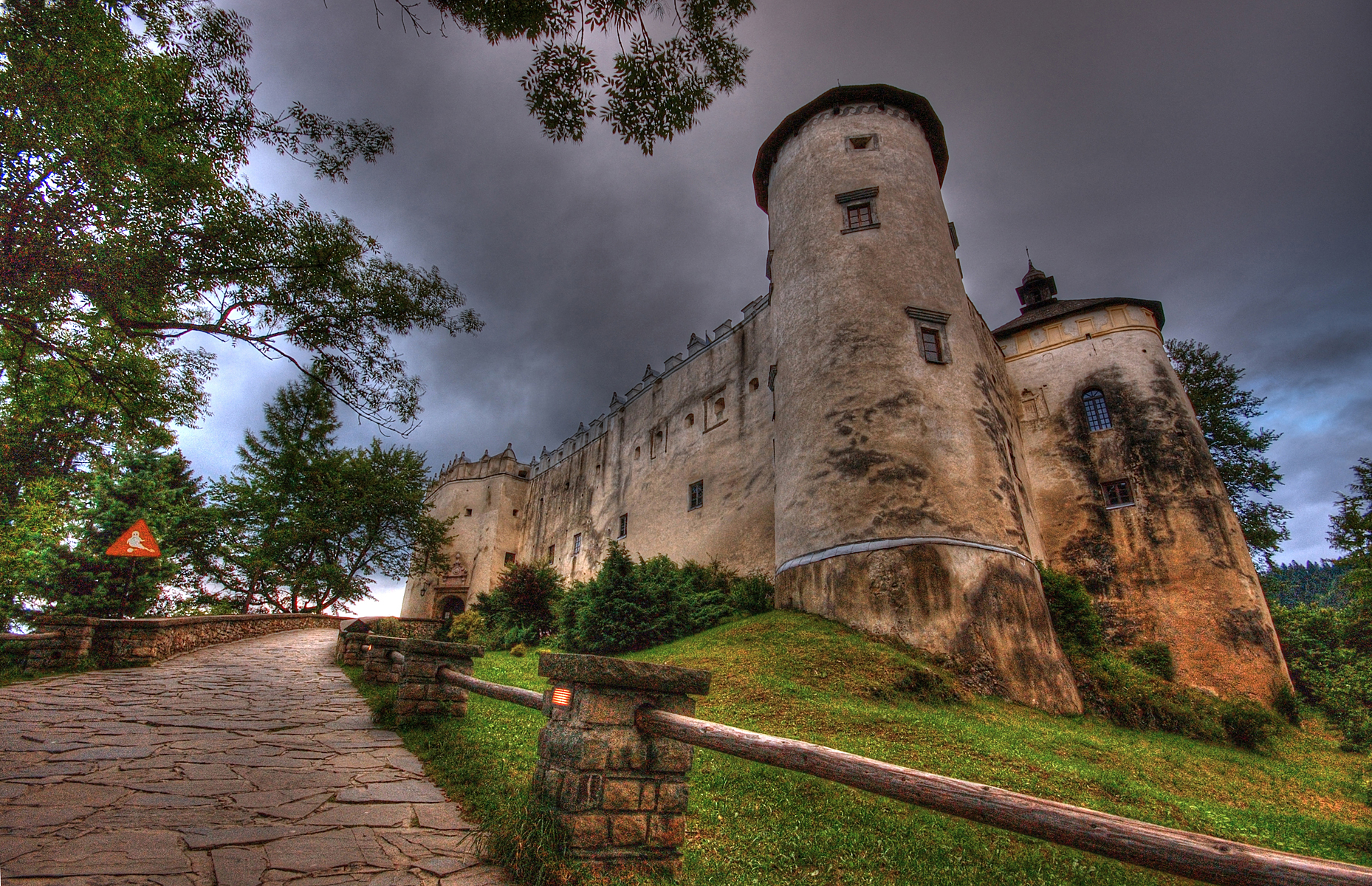
Nedec vára alkonyatkor
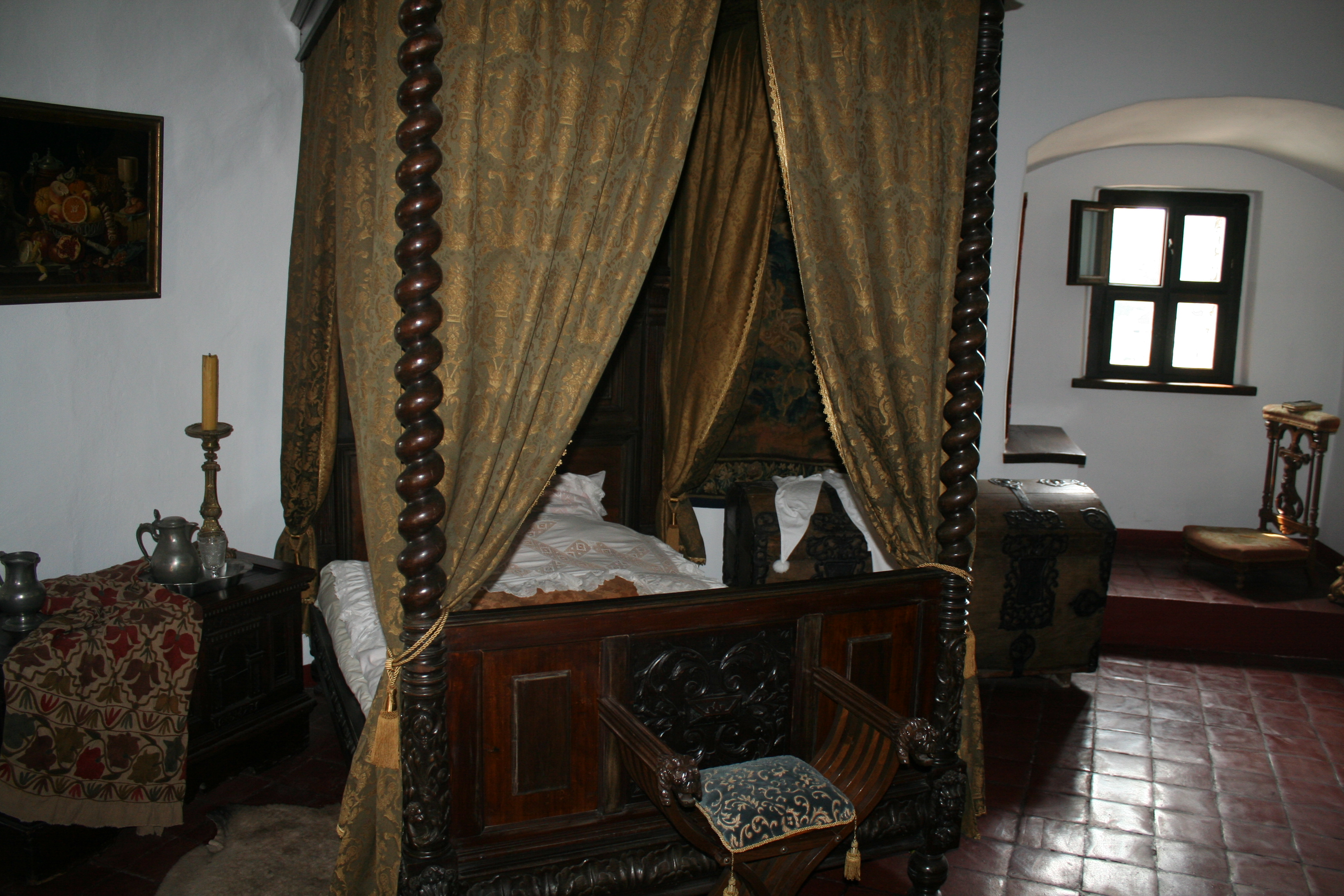
Egyik belső terme
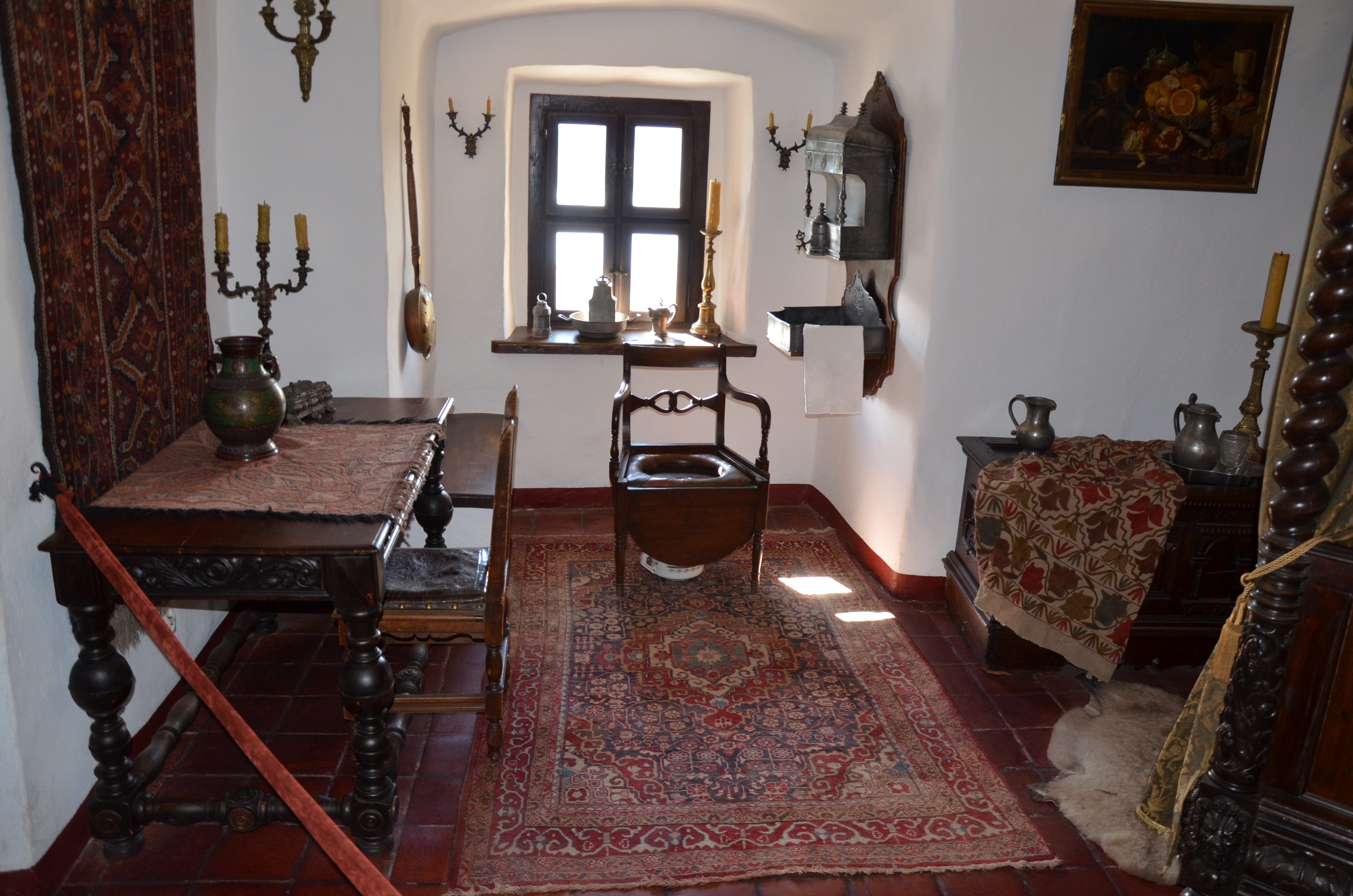
Egyik belső terme
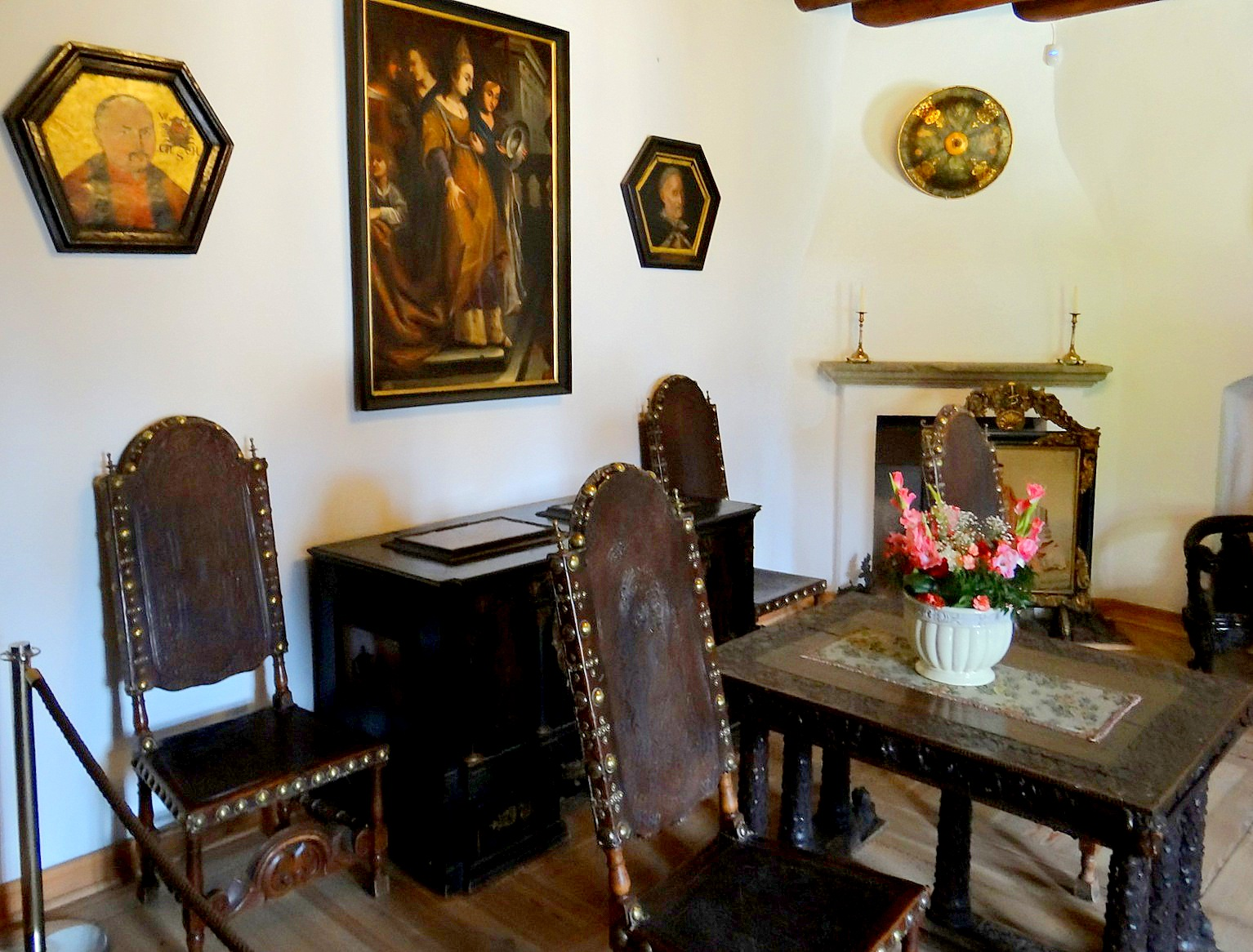
További belső terme
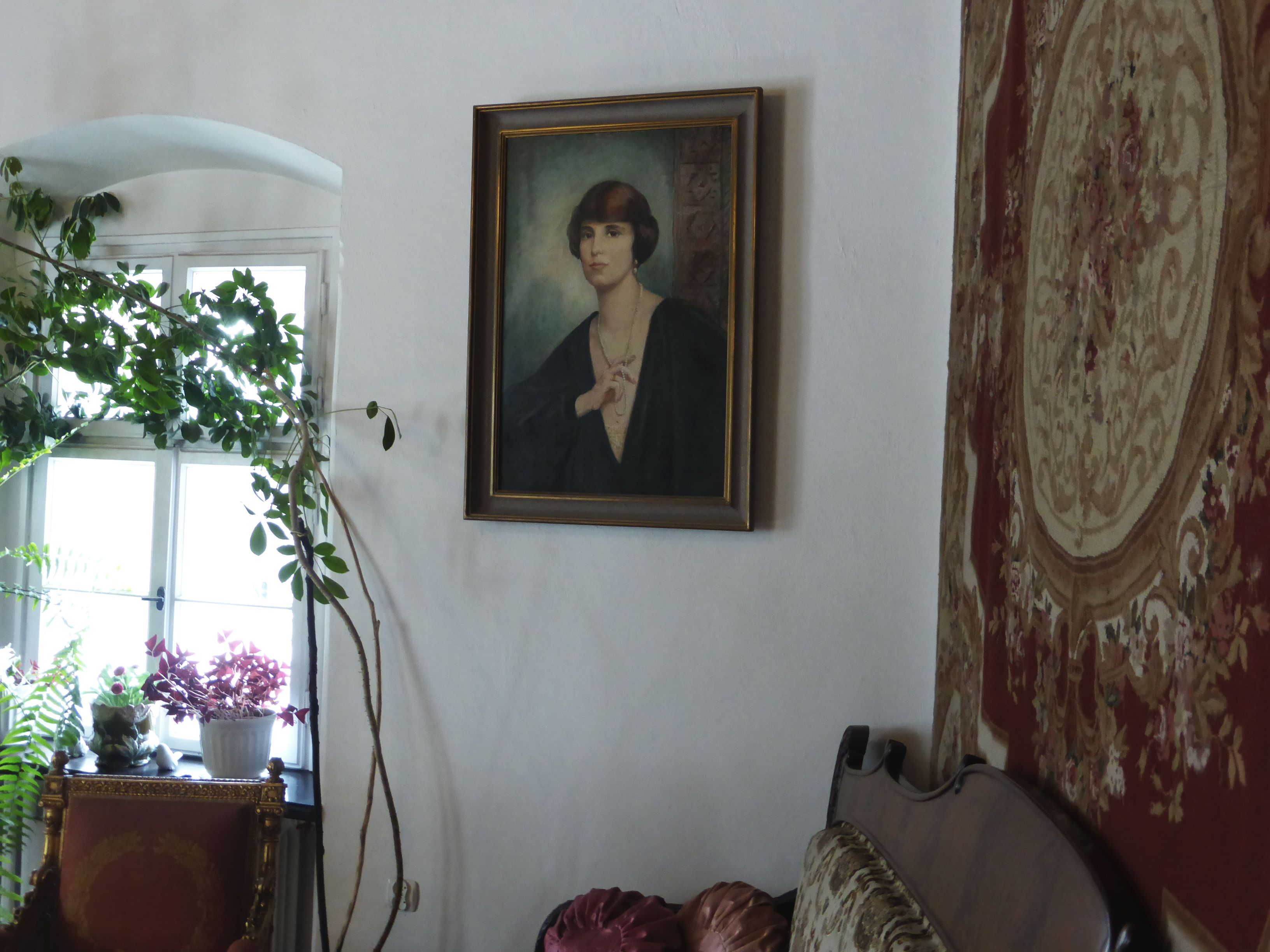
Bethlen Salamon Ilona portréja a várban
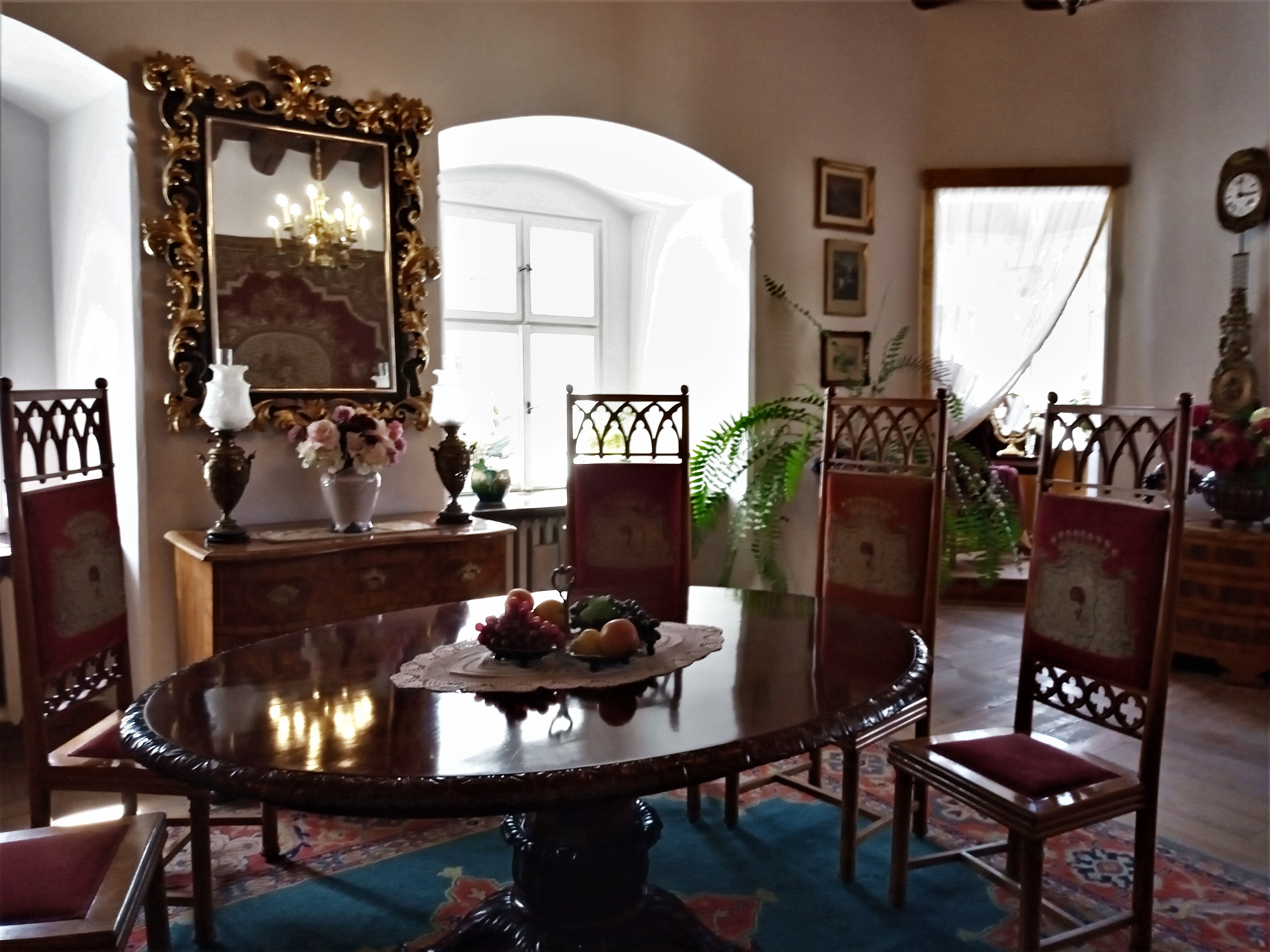
Az utolsó tulajdonos vendégszobája
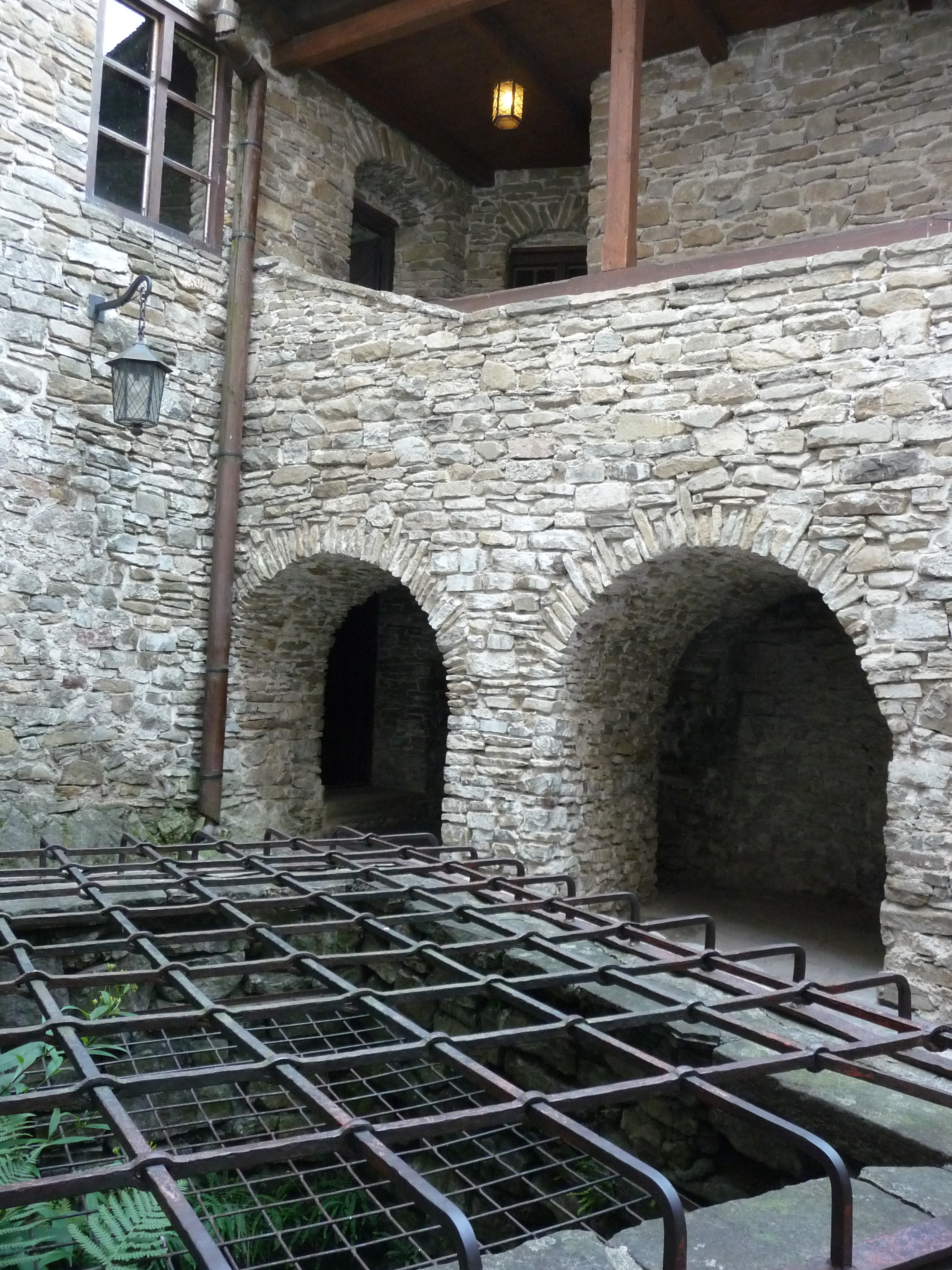
A felsővár kútja
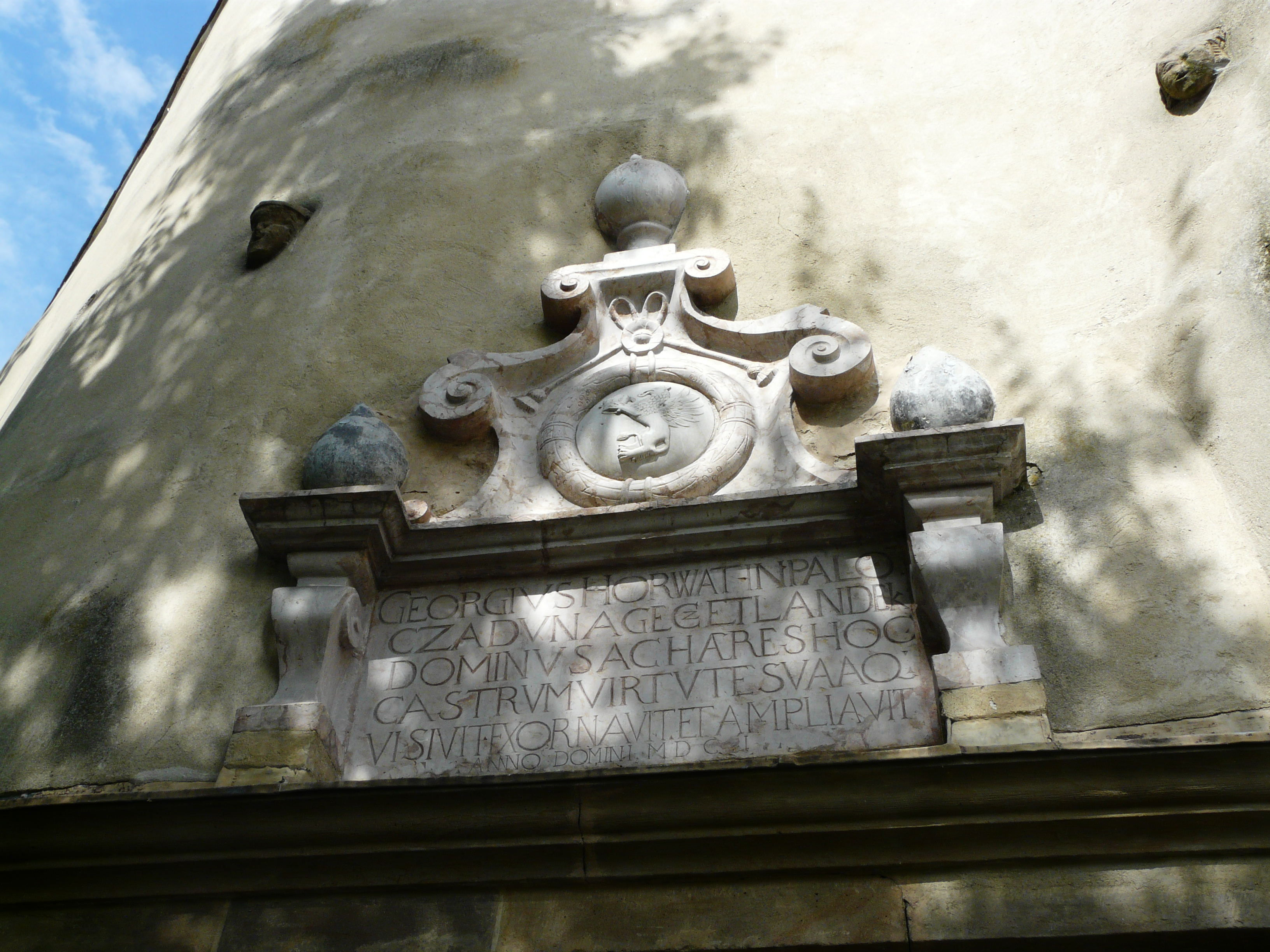
Palocsay-Horváth családot hirdető kőtábla a bejárati kapu felett

## Fordítás
- Ez a szócikk részben vagy egészben  a   Niedzica Castle című angol Wikipédia-szócikk fordításán alapul.  Az eredeti cikk szerkesztőit annak laptörténete sorolja fel. Ez a jelzés csupán a megfogalmazás eredetét és a szerzői jogokat jelzi, nem szolgál a cikkben szereplő információk forrásmegjelöléseként.
- Ez a szócikk részben vagy egészben  a   Zamek w Niedzicy című lengyel Wikipédia-szócikk fordításán alapul.  Az eredeti cikk szerkesztőit annak laptörténete sorolja fel. Ez a jelzés csupán a megfogalmazás eredetét és a szerzői jogokat jelzi, nem szolgál a cikkben szereplő információk forrásmegjelöléseként.